# 애지문학상
애지문학상은 시 전문지 애지가 제정한 문학상이다.

## 역대 수상 작품
- 2005년 3회 평론 부문 권혁웅
- 2007년 5회 김선태 <수묵 산수>[1]
- 2008년 6회 시 부문 민경환 문학비평 부문 오형엽 신인문학상 이광구 고선 김영미 한석수 최용훈 금은돌 김원재 강서완[2]
- 2009년 7회 이재복[3]
- 2010년 8회 김혜영<J연구실>[4]
- 2011년 9회 남자 부문 황학주<자음이전> 여자 부문 안정옥<헤로인>
- 2012년 10회 남자 부문 함기석<저녘의 비행운> 여자 부문 양애경<여자>[5]
- 2013년 11회 곽효환<숲의 정거장>[6]
- 2014년 12회 최서림<아청鴉靑빛 시간>[7]
- 2015년 13회 송종규<구부린 책>
  - 2회 애지문학회 작품상 박형권 <도축사 수첩>[8]
- 2016년 14회 문태준<지금 이곳에 있지 않았다>[9]
  - 3회 애지문학회 작품상 황봉학 <주술사>
- 2017년 15회 오현정[10]
  - 4회 애지문학회 작품상 김지명 <어쩌다 미어캣>
- 이근미 <17세>